# Júnia (dona de Lèpid)
Júnia Segona (en llatí: Junia Secunda) va ser una dama romana del segle i aC. Era la filla de Servília Major i de Dècim Juni Silà, cònsol l'any 62 aC. Era també germanastra de Marc Juni Brutus, un dels assassins de Juli Cèsar, que era fill de Servília i del seu primer marit, Marc Juni Brutus (tribú de la plebs 83 aC). Es va casar amb Marc Emili Lèpid, que posteriorment va ser un dels triumvirs.
Quan Ciceró es trobava a Cilícia l'any 50 aC va dir que no era fidel a Lèpid, però més tard en parla en un dels discursos en termes elogiosos (probatissima uxor). Júnia, per damunt dels problemes, es va saber guanyar l'amor del seu marit. Quan es va involucrar en la conspiració del seu fill Marc Emili Lèpid contra la vida d'Octavià després d'Àccium, el seu marit la va protegir.